# 陈士荣
陈士荣，广西马平人，是一名清朝政治人物。举人出身。

## 生平
陈士荣曾于道光三年接替吕志恒任龙岩州知州一职，道光三年由麦祥接任。